# Orotettix andeanus
Orotettix andeanus är en insektsart som först beskrevs av Bruner, L. 1913.  Orotettix andeanus ingår i släktet Orotettix och familjen gräshoppor. Inga underarter finns listade i Catalogue of Life.